# Mongolia en los Juegos Olímpicos de Lake Placid 1980
Mongolia estuvo representada en los Juegos Olímpicos de Lake Placid 1980 por tres deportistas masculinos que compitieron en dos deportes.
El portador de la bandera en la ceremonia de apertura fue el esquiador de fondo Luvsandashiin Dorj. El equipo olímpico mongol no obtuvo ninguna medalla en estos Juegos.